# Josef Jennewein
Josef Jennewein (Sankt Anton am Arlberg, 21 novembre 1919 – Orël, 27 luglio 1943) è stato un aviatore e sciatore alpino tedesco, servì nella Luftwaffe durante la Seconda guerra mondiale e si guadagno la Croce di Cavaliere della Croce di Ferro.

## Palmarès

### Mondiali
- Oro a Zakopane 1939 nella combinata.
- Argento a Zakopane 1939 nello slalom.
- Argento a Zakopane 1939 nella discesa libera.